# 列島激震行脚 FINAL 2003 5 Ugly KINGDOM
『列島激震行脚 FINAL 2003 5 Ugly KINGDOM』（れっとうげきしんあんぎゃ・ファイナル 2003 5 アグリー・キングダム）はDir en greyのライブDVD。2003年5月21日発売。

## 解説
- 2003年1月11日に行われた初の東アジア公演を含む約1年間に及んだ全国ツアー「列島激震行脚」の横浜アリーナでの最終公演を収録。
- 初回盤と通常盤の2形態で発売。初回盤はスリーブケース仕様になっており、ジャケットも異なっている。
- 映像特典として、マルチアングルショットの他に2002年3月より行われた「列島激震行脚」の4回に渡るツアーのダイジェスト映像及び「列島激震行脚-亜細亜-」と題して行われた、上海、台湾、韓国、北京での映像も収録されている。またこのアジア公演に密着した写真集も別に販売されている。

## 収録曲
1. Mr.NEWSMAN
2. HADES
3. umbrella
4. ZOMBOID
5. children
6. Bottom of the death valley
7. 24個シリンダー
8. 鴉-karasu-
9. Ugly
10. 逆上堪能ケロイドミルク
11. 蟲-mushi-
12. DRAIN AWAY
13. 鬼眼-kigan-
14. The Domestic Fucker Family
15. JESSICA
16. 秒「」深
17. ain't afraid to die
18. FILTH
19. 業
20. 【KR】cube
21. Child prey
22. 羅刹国
23. 列島激震行脚2002
24. 列島激震行脚2002-亜細亜- The Japanese Fxxker Family
25. Multi Angle「children」